# SAE Institute
Das SAE Institute (ursprünglich School of Audio Engineering) ist ein privates Ausbildungsinstitut, das Aus- und Weiterbildungen sowie Studiengänge im Bereich Medienproduktion anbietet. Weltweit verfügt das Unternehmen über 45 Standorte in 23 Ländern, der Hauptsitz befindet sich in Byron Bay in Australien.

## Ausbildungen
Folgende Fachbereiche werden angeboten:
- Audio Engineering
- Media Production & Publishing
- Digital Film Production
- Game Art & 3D Animation
- Games Programming
- Music Business
- Visual FX & 3D Animation
- Webdesign & Development
- Software Engineering

## Geschichte

### 1976 bis 1999
1976 gründete der Australier Tom Misner die School of Audio Engineering in Sydney, New South Wales. Im Jahr darauf eröffnete er seine erste Schule in der Stadt. Ab 1978 folgten weitere Standorte in Fitzroy North, Brisbane und Adelaide. 1985 wurde das erste europäische SAE College in London gegründet, 1986 das erste nicht englischsprachige in München in der Bundesrepublik Deutschland; weitere im deutschsprachigen Raum folgten ab 1987 in Frankfurt am Main, Wien (1987), Berlin (1988), Hamburg (1993), Zürich (1995), Köln (1995), Stuttgart (1997), Leipzig (2004), Bochum (2011) und Hannover (2017).
1996 baute das SAE Institute in London seine Niederlassung insoweit aus, dass sie zur größten des Unternehmens wurde.
Nachdem die Münchener Niederlassung seit ihrer Gründung europäischer Hauptsitz des Unternehmens gewesen war, wurde dieser 1991 mit der Eröffnung des Standortes Amsterdam in die Niederlande verlegt. Im gleichen Jahr erweiterte das Unternehmen seine Niederlassungen in Asien: in Singapur sowie 1992 in Kuala Lumpur, Malaysia. 1993 expandierte man erneut innerhalb Europas mit einer Schule in Paris.
Das Unternehmen änderte im Jahre 1994 seinen Namen in SAE Technology College. Misner expandierte 1995 weiter und erwarb das landesweit größte Studio in Schweden, die Soundtrade Studios, ein Komplex mit fünf Aufnahmestudios, und erhielt die staatliche Anerkennung zur Lehre.
Die Walt Disney Event Group und das SAE Institute beschlossen 1997 eine Kooperation in den Vereinigten Staaten. Im Jahr darauf erfolgte die erste Gründung der ersten landesweiten Schule in New York City, New York. Es kamen anschließend Schulen in Atlanta (Georgia), Los Angeles (Kalifornien), Miami (Florida), Nashville (Tennessee) und San Francisco (Kalifornien) dazu.

### Ab 2000
2001 kaufte Misner in Köln das größte Tonstudio Deutschlands, das anschließend ein Teil der Studio 301 Group wurde. Seit 2004 ist die SAE-Gruppe auch der Träger des Qantm Institute. 2005 übernahm Misner den Konsolenhersteller AMS Neve. Hinzu kam mit der Schule in Dubai der erste Standort im Nahen Osten, anschließend folgte eine Niederlassung in Kuwait-Stadt.
Im Jahr 2008 verlegte SAE Institute den Hauptfirmensitz nach Oxford in England. Zwei Jahre später erhielt das SAE Institute in Australien Universitätsstatus, der Studenten staatliche finanzielle Unterstützung ermöglicht.
Im Februar 2011 wurden das SAE Institute sowie das Qantm College von dem damals an der australischen Börse notierten Unternehmen Navitas übernommen.
Im Juli 2022 wurden alle 22 europäischen SAE Institute von der AD Education übernommen, während alle übrigen Institute unter Kontrolle von Navitas bleiben.
2024 übernahm das SAE Institute einen Teil der Fachbereiche und Ausbildungsgänge der Akademie Deutsche POP, nachdem dessen Betrieb im Januar 2024 im Zuge eines Insolvenzverfahrens eingestellt worden war.

## Unternehmensstruktur
Das SAE Institute wird über SAE Global geleitet. Als Vorsitzender und Executive General Manager agiert Matthew Evans. Hinzu kommen fünf weitere Mitglieder: Steffan Davies als General Manager für das Vereinigte Königreich und Südwesteuropa, Christian Müller als General Manager für das deutschsprachige D-A-CH-Gebiet, Jake Elsen als General Manager für die USA, Luke McMillan als General Manager für Australasia, sowie Jenna Schiller als Head of licensed Territories. Die Navitas Pty Ltd., der das Unternehmen seit 2011 gehört, wurde 2019 von der BGH BidCo A Pty Ltd. übernommen. Im Juli 2022 schließlich übernahm die AD Education alle 22 europäischen SAE Institute.
In Deutschland und Österreich ist das SAE Institute als Gesellschaft mit beschränkter Haftung organisiert. Die SAE Institute-GmbH mit Sitz in München leitet die Niederlassungen in Deutschland. Im Jahr 2017 hatte sie 89 Angestellte. Der Firmensitz der SAE Austria GmbH in Österreich liegt in Wien, der der SAE Institute Switzerland AG in Zürich.
Zum SAE Institute gehören verschiedene Angebote. SAE Online umfasst das digitale Angebot von Kursen. Der SAE Alumni-Verband ist ein Netzwerk von Teilnehmenden und Absolventen des Instituts, das zum Austausch miteinander, insbesondere zur Berufserfahrung sowie zur Weiterbildung und zum Kontakte knüpfen, dient; dazu kommt eine Tagung, die in der Regel einmal jährlich mittlerweile in Köln stattfindet. Das SAE Magazin ist eine Zeitschrift mit Inhalten über das Institut und den Alumni-Verband, die zuerst als Print- und inzwischen als Online-Ausgabe veröffentlicht wird.

## Standorte

### Afrika
- Südafrika: Kapstadt, Johannesburg

### Asien und Ozeanien
- Australien: Adelaide, Brisbane, Byron Bay, Melbourne, Perth, Sydney
- Indonesien: Jakarta
- Jordanien: Amman
- Neuseeland: Auckland
- Vereinigte Arabische Emirate: Dubai

### Europa
- Belgien: Brüssel

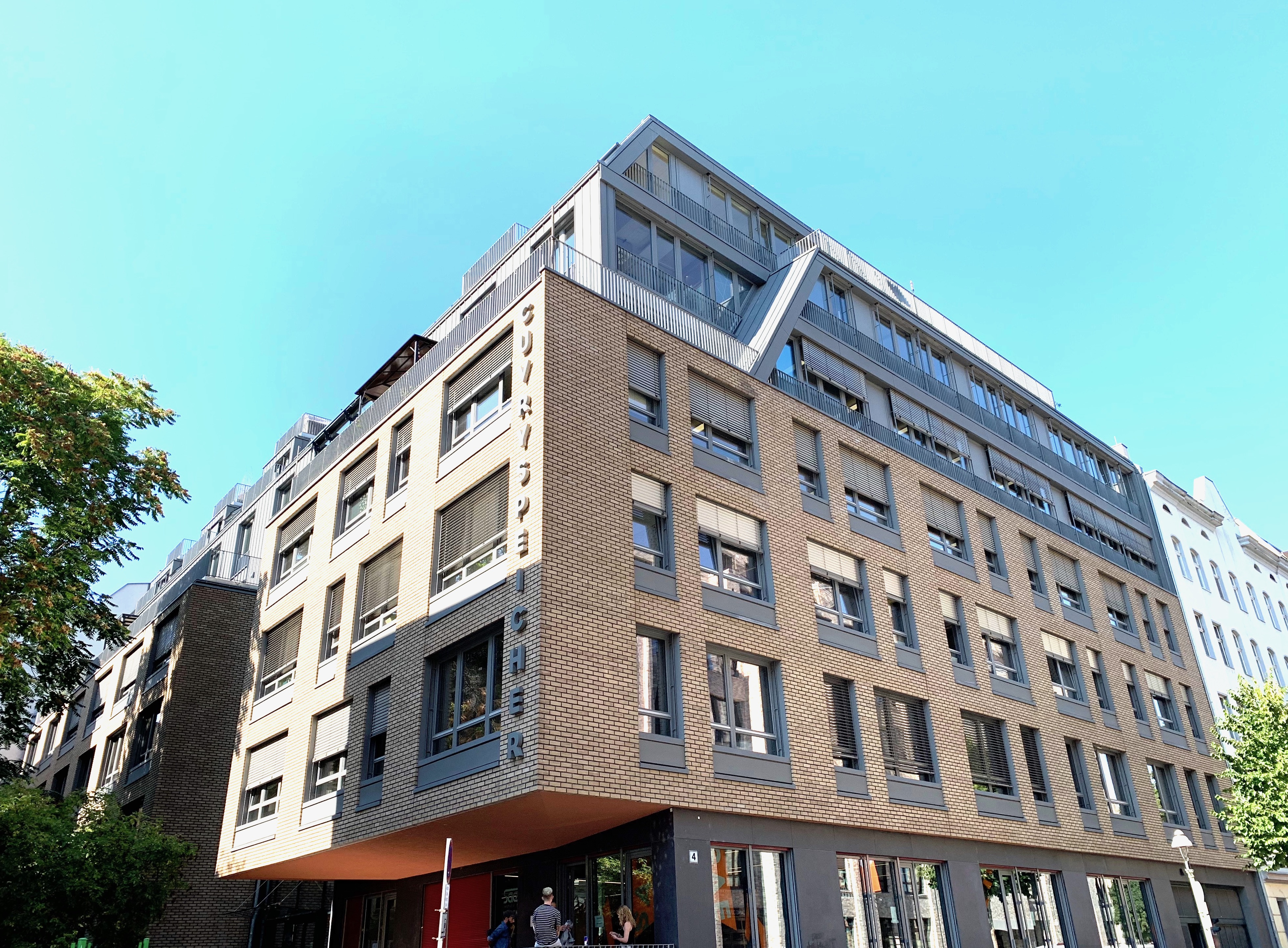
Ausbildungsstätte des SAE Institute in Berlin-Kreuzberg

- Deutschland: Berlin, Bochum, Frankfurt, Hamburg, Hannover, Köln, Leipzig, München, Nürnberg, Stuttgart
- Frankreich: Paris
- Griechenland: Athen
- Italien: Mailand
- Niederlande: Amsterdam
- Österreich: Wien
- Schweiz: Genf, Zürich
- Serbien: Belgrad
- Spanien: Barcelona, Madrid
- Vereinigtes Königreich: Glasgow, Liverpool, London, Oxford

### Nord- und Südamerika
- Kanada: Vancouver
- Kolumbien: Bogotá
- Mexiko: Mexiko-Stadt
- Vereinigte Staaten: Atlanta, Chicago, Emeryville, Miami, Nashville, New York

## Studium (Deutschland, Österreich, Schweiz)

### Lernkonzept
SAE wendet in Deutschland das Konzept des integrierten Lernens an, bei dem Präsenzveranstaltungen und Formen von E-Learning kombiniert werden. Kurse wie Weiterbildungen werden teilweise auch komplett online angeboten. Außerdem werden Workshops und Webinare für die Teilnehmenden angeboten.

### Abschlüsse
Das SAE-Diploma ist ein vom SAE Institut ausgestelltes Zertifikat, welches sich am australischen Bildungssystem orientiert. Es entspricht dem praktischen Teil des Bachelor-Studiengangs und ist von der Bundesagentur für Arbeit zertifiziert (AZAV). Die Akkreditierung des daran anschließenden Studiengangs geschieht in Kooperation mit der Middlesex University, die in dem offiziellen Infoportal für ausländische Bildungsabschlüsse anabin mit dem Status H+ eingestuft ist, was den akademischen Grad unter anderem in Deutschland führbar macht. Als weiterführende Studiengänge werden in allen Fachbereichen zwei aufbauende Master-Studiengänge angeboten. Diese werden entweder in Kooperation mit der staatlich anerkannten Folkwang Universität der Künste im Fall des Master of Arts Professional Media Creation oder der Middlesex University im Falle des Master of Arts Creative Media Industries durchgeführt.

## Kooperationen
Das SAE Institute kooperiert im Rahmen seiner Arbeit mit unterschiedlichen Unternehmen, die sich größtenteils je Nation unterscheiden. Unter nationenübergreifende Unternehmen fallen unter anderem die Adobe Inc., Steinberg Media Technologies, SideFX (Houdini) und Yamaha Corporation.
Die SAE ist Mitglied im MedienCampus Bayern, dem Dachverband für die Medienaus- und -weiterbildung in Bayern, sowie in der FKTG (Fernseh- und Kinotechnische Gesellschaft), in Eyes & Ears Europe, in game – Verband der deutschen Games-Branche und im VDT, dem Verband Deutscher Tonmeister*innen e. V.

## Alumni (Auswahl)
- Niv Adiri
- Robin Bade
- Martin Bauer
- Jaroslav Beck
- Kalli Bianco
- Janine Dieterich (Ubisoft)
- Yvonne Lukanowski (Astragon Entertainment)
- RAF Camora
- Tony Catania
- Richard Furch
- Choukri Gustmann
- Chris Harms
- Michael Krogmann
- Manuel Lemke (Sprecher)
- Shamila Lengsfeld
- Mad Maks
- Pan-Pot
- Mark Paterson
- Daniel Prochaska
- Thorsten Schmiedel (Anno 1800)
- Florian Scholz (Musikproduzent, Hochschullehrer, Autor)
- Franziskus Sell (Format:B)
- Stimming
- Markus Striegl (Musiker)
- Blackmonkey Media (komplette Firma bestehend aus SAE-Absolventen)

## Auszeichnungen
- 2021: Top-Innovator – Top 100[21]
- 2020: Top 50 Creative Media & Entertainment Schools and Colleges in the World – The Rookies[22]
- 2020: Best 3D Animation Schools and Colleges in the World – The Rookies[23]